# 2032 (album)
Albums de Gong
Mothergong O Amsterdam I See You
2032 est le 12e album studio du groupe Gong produit par Steve Hillage et sorti en 2009. 
La formation qui œuvre sur 2032 est très proche de celle des meilleures années du groupe (exception faite de Pierre Moerlen décédé en 2005 et de Tim Blake). On y retrouve les guitaristes Daevid Allen et Steve Hillage, Gilly Smith aux space whispers, Miquette Giraudy aux claviers et au chant, ainsi que Mike Howlett à la basse. Étrangement, Didier Malherbe y est cité comme musicien supplémentaire et non plus comme membre du groupe. Le saxophoniste Théo Travis joue également sur l'album ; il avait déjà œuvré avec Jade Warrior, Robert Fripp, David Sylvian et Soft Machine Legacy, et avec Gong sur  les albums Zero to Infinity, Live 2 Infinitea, OK Friends et From Here to Eternity. 
Dans la mythologie du Gong, 2032 sera l'année où la Planète Gong, peuplée de Pot Head Pixies et d'Octave Doctors, entrera finalement en contact avec la planète Terre. Les thèmes principaux du disque sont la paix dans le monde et l'écologie.

## Titres
| No  | Titre                    | Durée |
| --- | ------------------------ | ----- |
| 1.  | City Of Self Fascination | 6:04  |
| 2.  | Digital Girl             | 4:22  |
| 3.  | How to Stay alive        | 8:05  |
| 4.  | Escape Control Delete    | 7:55  |
| 5.  | Yoni Poem                | 2:08  |
| 6.  | Dance With The Pixies    | 4:36  |
| 7.  | Wacky Baccy Banker       | 8:20  |
| 8.  | The Year 2032            | 5:38  |
| 9.  | Robot-Warriors           | 5:59  |
| 10. | Guitar Zero              | 4:54  |
| 11. | The Gris Gris Girl       | 6:29  |
| 12. | Wake And A Particle      | 2:04  |
| 13. | Pinkle Ponkle            | 4:34  |
| 14. | Portal                   | 7:08  |

## Musiciens
- Daevid Allen : guitares, chant
- Steve Hillage : guitares
- Gilly Smith : space whisper
- Miquette Giraudy : synthétiseurs, voix
- Mike Howlett : basse
- Chris Taylor : batterie
- Théo Travis : saxophone, flûtes

- Musiciens supplémentaires :
- Didier Malherbe : Duduk, saxophone, flûte
- Yuji Katsui : violon électrique
- Elliet Mackrell : violon
- Stefanie Petrik : chœurs